# Favaro Veneto
Fàvaro Veneto è una località del comune di Venezia situata nella terraferma. È il centro principale della municipalità di Favaro Veneto (che comprende anche gli abitati di Ca' Noghera, Ca' Solaro, Campalto, Dese e Tessera). L'intera municipalità conta 23 852 abitanti.

## Geografia fisica
Favaro rappresenta l'estremità orientale della conurbazione della terraferma veneziana, confinando ad ovest con la Municipalità di Mestre-Carpenedo. La zona orientale della municipalità è ancora caratterizzata da una vasta area rurale, che si estende dal Dese sino alla gronda lagunare, mentre nell'area settentrionale sorge parte del Bosco di Mestre.
Dal punto di vista urbanistico, il centro del paese si trovava a nord dell'attuale piazza, nella zona dell'antica chiesa di Sant'Andrea. Nell'Ottocento, istituito il comune autonomo di Favaro, si decise di installare il municipio più a sud, in posizione più baricentrica rispetto al territorio (comprendente anche Campalto, Tessera e Dese). Fu così realizzata l'attuale piazza Pastrello, all'incrocio dei due assi stradali principali, l'arteria ovest-est strada di Favaro-via Spigarola (oggi via San Donà-via Triestina, che conduce all'Aeroporto "Marco Polo") e l'arteria sud-nord strada dei Gobbi-strada Desariola (oggi via Gobbi-via Altinia). Lo sviluppo urbanistico del secondo dopoguerra si è pure basato su questa situazione, sicché l'espansione edilizia si è indirizzata lungo le quattro strade.

## Storia
La borgata ha origini medievali e, fino alla sua espansione nel XX secolo, era un paese di campagna ad economia prevalentemente agricola. Deve il suo nome alla probabile esistenza di una rinomata bottega fabbrile (favaro in lingua veneta significa "fabbro").
Originariamente l'area di Favaro si caratterizzava per la presenza di boschi e aree paludose collegate alla Laguna Veneta. Solo con le opere idrauliche realizzate dalla Serenissima dal XVI secolo e continuate con le bonifiche avvenute tra l'Otto e il Novecento il territorio fu reso coltivabile ed abitabile, contribuendo anche all'espansione urbana del paese.
Favaro Veneto fu deputazione Comunale del distretto di Mestre dal 1816 al 1866 sotto la reggenza austriaca; fu poi comune sotto il Regno d'Italia, amministrando anche le località facenti parte dell'odierna Municipalità, fino al 1926, quando venne accorpato al comune di Venezia per volontà del governo Mussolini con il R.D. 15 luglio 1926, n. 1317, in G.U. n. 183 del 9 agosto 1926.

## Monumenti e luoghi d'interesse
A Favaro sorgono tre chiese parrocchiali. La più antica (è citata già nel XIII secolo, ma l'attuale edificio è del 1874) è quella di Sant'Andrea Apostolo, affiancata da un campanile alto 57,62 m e notevolmente pendente (lo strapiombo in sommità misura 146 cm).

Le altre due sono più recenti, essendo sorte in concomitanza con lo sviluppo urbano del dopoguerra: del 1967 è la chiesa di San Pietro Apostolo, collocata vicino alla piazza, mentre la chiesa di San Leopoldo Mandich, nella zona sud-orientale, è degli anni novanta.
Da citare l'ex municipio, costruito nel 1873 e ampliato nel 1930, attuale sede della Municipalità di Favaro Veneto.

## Società

### Evoluzione demografica
La seguente tabella riporta l'evoluzione demografica del comune di Favaro Veneto sino alla sua soppressione nel 1926.
Abitanti censiti

## Sport
Nella parte Nord-Ovest del quartiere, in via monte Cervino, si trovano degli impianti sportivi che comprendono anche uno stadio da rugby ove gioca il San Marco Rugby Venezia Mestre, già VeneziaMestre Rugby. Lo stadio fu anche sede degli Islanders Venezia, storica squadra di football americano, scioltasi nel 2023, che militò nel campionato nazionale di serie A2. 
Poco lontano si allena anche la squadra di calcio A.S.D. Favaro 1948 che milita nel campionato di Promozione - Girone D. 
Un altro impianto sportivo è la palestra Rodari in via Claudia, dove giocano le partite interne il Basket Mestre e la Pallacanestro Favaro.

## Trasporti pubblici

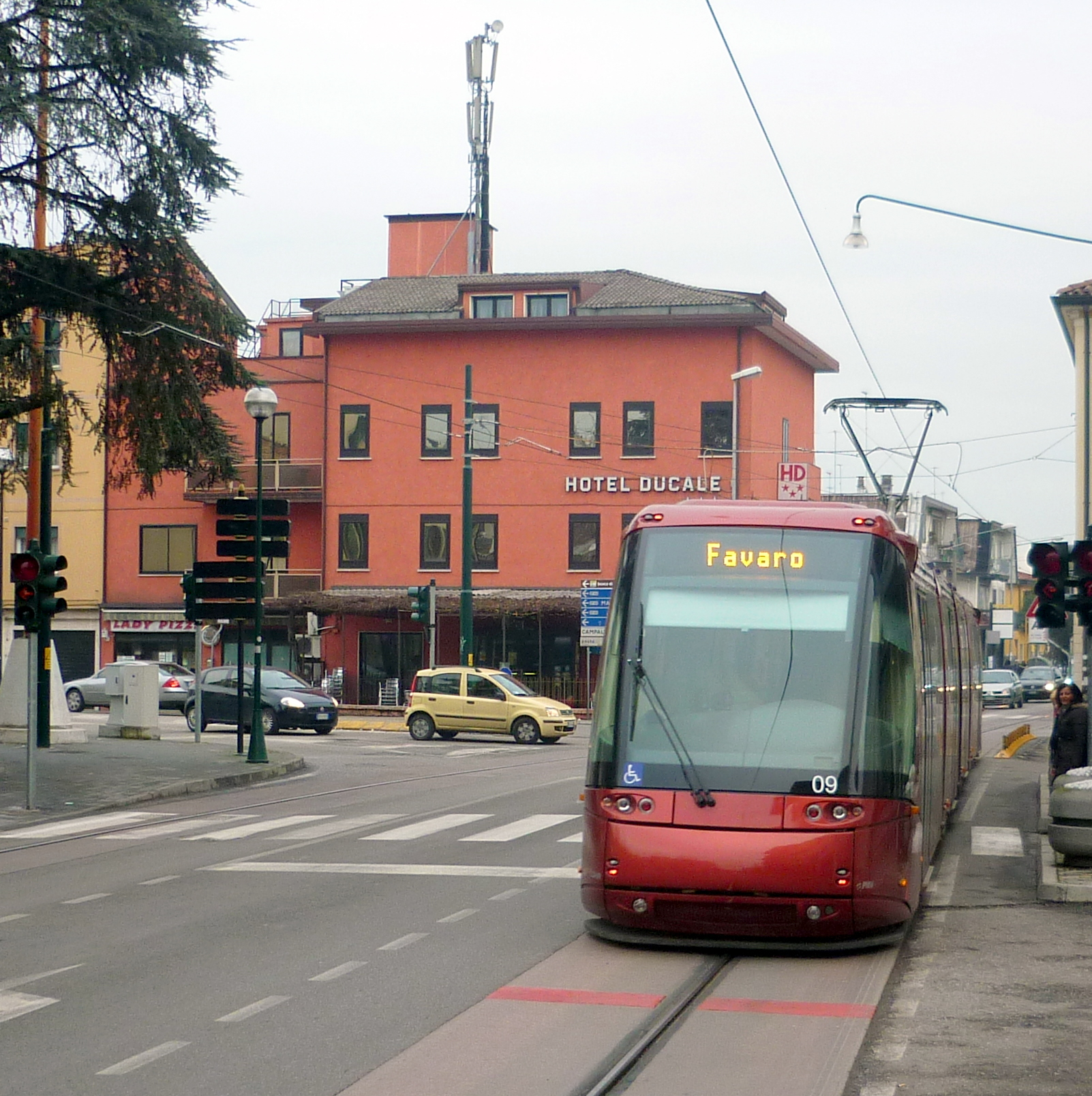
Il tram di Mestre alla fermata Pastrello

Il quartiere è servito principalmente da alcune linee automobilistiche dell'ACTV dell'area urbana di Mestre, che collegano il centro abitato con Venezia, l'aeroporto e le località limitrofe. Inoltre vi è qualche collegamento scolastico con il litorale veneziano della società ATVO.

### Tranvia
Dal dicembre 2010 è attiva la linea tranviaria T1 (tratta Favaro-Mestre FS) che interessa la Municipalità di Favaro dal capolinea di via Monte Celo (sede anche del deposito tranviario) alla fermata "Rielta". La linea è stata prolungata a partire dal 12 settembre 2014 dal Capolinea Mestre FS a Marghera (Centro Commerciale Panorama) . A partire dal 16 settembre 2015, la linea T1 è stata modificata prolungandola dal Piazzale Gen. Cialdini (Mestre Centro) a Venezia (piazzale Roma), lasciando, nel contempo la tratta Mestre Centro - Marghera alla nuova linea T2.

### Car sharing
Nelle vicinanze del centro commerciale "La Piazza" vi è una delle aree di sosta attrezzate del car sharing del Comune di Venezia. Qui, previo abbonamento al servizio, gestito da YUKÕ with Toyota, è possibile prelevare o restituire le autovetture del circuito.